# Чехия на летних Олимпийских играх 2020
Чехия на летних Олимпийских играх 2020 года была представлена в 22-х видах спорта 115-ю спортсменами. В связи с пандемией COVID-19 Международный олимпийский комитет принял решение перенести Игры на 2021 год. 
В марте 2020 года Исполком МОК, продолжая политику гендерного равенства на Олимпийских играх, одобрил изменения в протокол церемоний открытия и закрытия Игр, согласно которым у национальных олимпийских комитетов появилась возможность заявить в качестве знаменосцев одного мужчину и одну женщину. На церемонии открытия Игр право нести национальный флаг было доверено баскетболисту Томашу Саторанскому и теннисистке Петре Квитовой. На церемонии закрытии Игр право нести национальный флаг было доверено легкоатлету Якубу Вадлейху, который завоевал серебряную медаль в предпоследний день Игр.
По итогам соревнований на счету чешских спортсменов было 4 золотых, 4 серебряных и 3 бронзовые медали, что позволило сборной Чехии занять 18-е место в неофициальном медальном зачёте.

## Медали
| Золото  |                                      |                                                          |           |
| №       | Спортсмены                           | Вид спорта (дисциплина)                                  | Дата      |
| 1       | Иржи Липтак                          | Стрельба (Трап, мужчины)                                 | 29 июля   |
| 2       | Иржи Прскавец                        | Гребля на байдарках и каноэ (Байдарки-одиночки, мужчины) | 30 июля   |
| 3       | Лукаш Крпалек                        | Дзюдо (Свыше 100 кг, мужчины)                            | 30 июля   |
| 4       | Барбора Крейчикова Катерина Синякова | Теннис (Парный разряд, женщины)                          | 1 августа |
| Серебро |                                      |                                                          |           |
| №       | Спортсмены                           | Вид спорта (дисциплина)                                  | Дата      |
| 1       | Лукаш Роган                          | Гребля на байдарках и каноэ (Каноэ-одиночки, мужчины)    | 26 июля   |
| 2       | Давид Костелецкий                    | Стрельба (Трап, мужчины)                                 | 29 июля   |
| 3       | Маркета Вондроушова                  | Теннис (Одиночный разряд, женщины)                       | 31 июля   |
| 3       | Якуб Вадлейх                         | Лёгкая атлетика (метание копья, мужчины)                 | 7 августа |
| Бронза  |                                      |                                                          |           |
| №       | Спортсмены                           | Вид спорта (дисциплина)                                  | Дата      |
| 1       | Александр Шупенич                    | Фехтование (Рапиры, мужчины)                             | 26 июля   |
| 2       | Йозеф Достал Радек Шлоуф             | Гребля на байдарках и каноэ (Каноэ-одиночки, мужчины)    | 5 августа |
| 3       | Витезслав Веселый                    | Лёгкая атлетика (Метание копья)                          | 7 августа |